# البطولات الوطنية الأمريكية 1930 (كرة مضرب)
قائمة بالأبطال في 1930 البطولات الوطنية الأمريكية لكرة المضرب (المعروفة الآن باسم أمريكا المفتوحة):

## الكبار

### فردي رجال
جون دويغ هزم  فرانك شايلدز 10-8 1-6 6-4 1-6 6-4

### فردي سيدات
بيتي نتهال شوميكر هزم  آنا ماكمن هاربر 6-1, 6-4